# Gyöngyvirág
Gyöngyvirág  è un nome proprio di persona ungherese femminile.

## Origine e diffusione

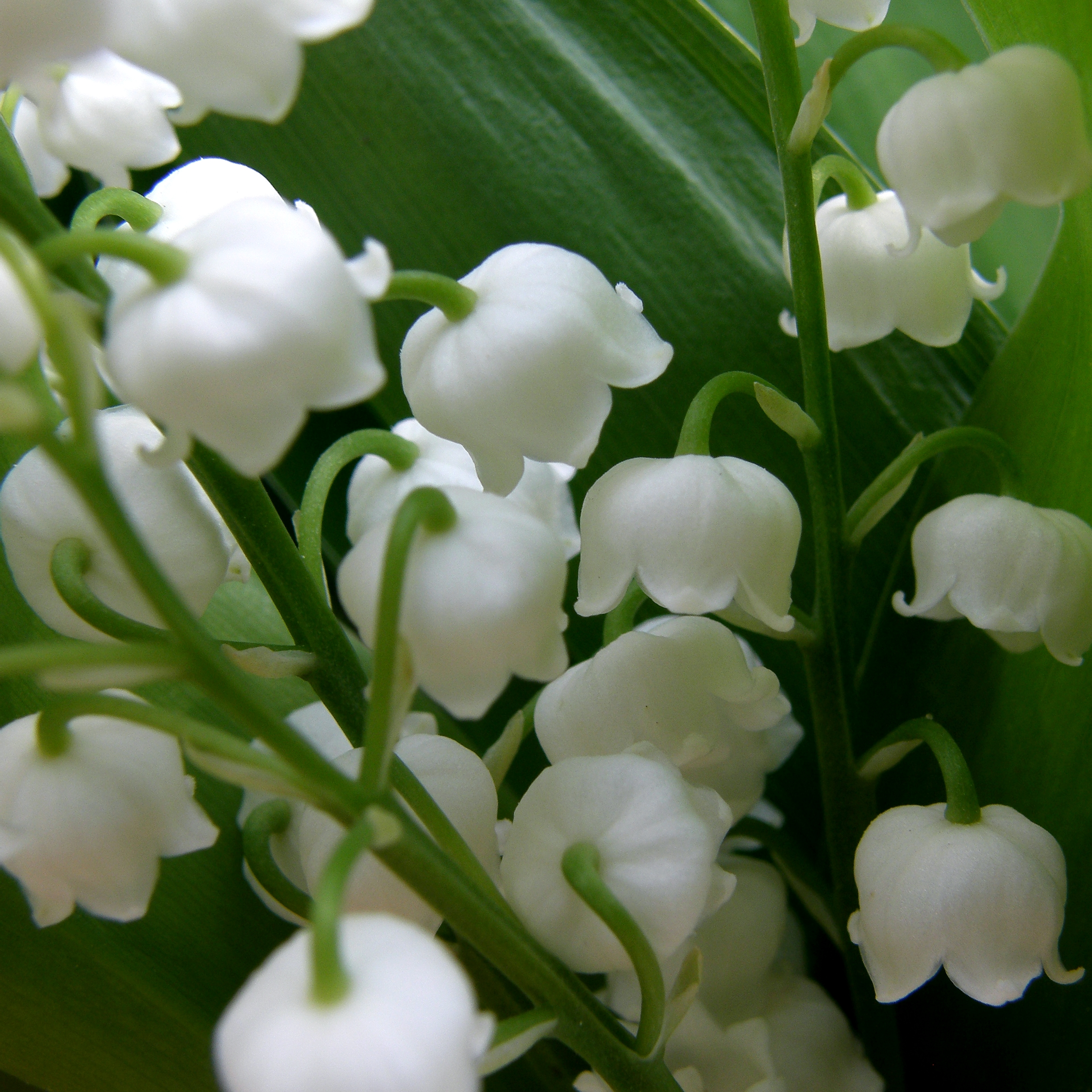
Fiori di mughetto

È il termine ungherese che indica il fiore del mughetto, e rientra quindi in quella vasta schiera di nomi a tema floreale insieme con Boglárka, Azucena, Rosa, Mimosa, Verbena e via dicendo. 
Etimologicamente, è composto dai termini gyöngy ("perla", da cui anche Gyöngyi e Gyöngyvér) e virág ("fiore").

## Onomastico
Si tratta di un nome adespota, ovvero privo di santa patrona, quindi l'onomastico ricade il 1º novembre, festa di Ognissanti; onomastici laici sono fissati nei giorni 24 aprile, il 12 maggio e 14 maggio.